# 傑克森量表
傑克森量表是由Oliphant Jackson博士所研究和設計，藉由標明健康陸龜的身長和平均體重的比率，以衡量歐洲陸龜及賀曼陸龜的體重是否維持在足以安渡冬眠的最低標準。傑克森量表僅適用於歐洲陸龜及賀曼陸龜，其他種的陸龜則不能以此作為參考。
比較烏龜背甲長度（以公厘計算）及體重（以公克計算）的比率，再與量表對照，以判斷該個體是否健康足以安渡冬眠。背甲長度是指背甲的直線長度（Straight Carapace Length），沿著背甲正中線，由頸盾直線量至臀盾。 體重的數據應採連續10天所測量出來的平均值，且該個體是否有飲水、排泄及雌龜體內是否有卵等因素都應列入考量，否則容易流於誤判。測量結果若體重低於量表最下限，則不宜讓龜進行冬眠。

## 另見
- 龜
- 寵物龜

## 外部連結
- http://www.tortoisetrust.org/articles/measuring.htm （页面存档备份，存于）